# Poinsot-spirál

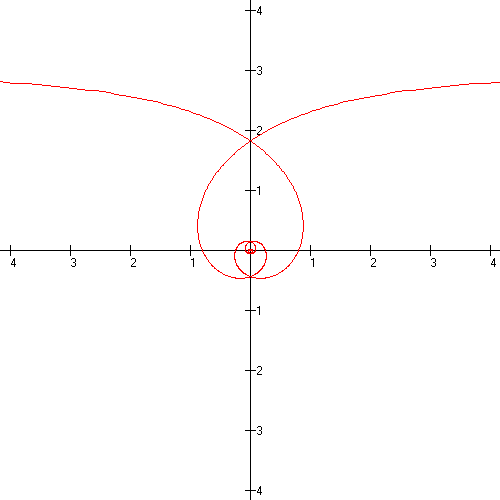
A Poinsot-spirál r=csch(θ/3).

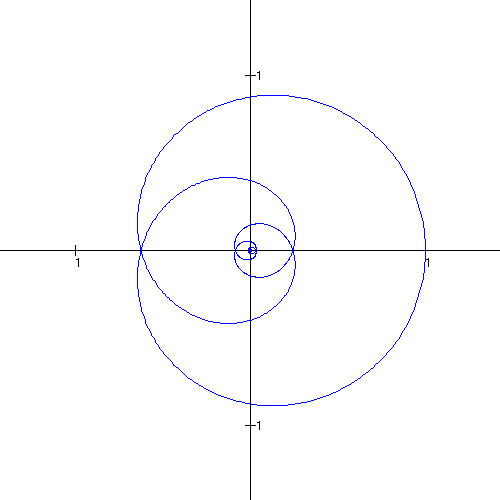
A Poinsot-spirál r=sech(θ/3).

A matematikában a Poinsot-spirálok két spirál, amiket a következő poláris egyenletek írnak le:
{\displaystyle r=a\ \operatorname {csch} (n\theta )}
{\displaystyle r=a\ \operatorname {sech} (n\theta )}
ahol csch a hiperbolikus koszekáns, és a sech a hiperbolikus szekáns.